# Philodromus speciosus
Philodromus speciosus är en spindelart som beskrevs av Willis J. Gertsch 1934. Philodromus speciosus ingår i släktet Philodromus och familjen snabblöparspindlar. Inga underarter finns listade i Catalogue of Life.